# Jodra del Pinar
Jodra del Pinar o Jodra es una localidad española de la provincia de Guadalajara, pedanía del municipio de Saúca, en la comunidad autónoma de Castilla-La Mancha.

## Demografía
En 2015 la localidad contaba con una población de 5 habitantes.
| Gráfica de evolución demográfica de Jodra del Pinar entre 2000 y 2015         |
|                                                                               |
| Población (2000-2015) según el nomenclátor de unidades poblacionales del INE. |

## Patrimonio histórico-artístico

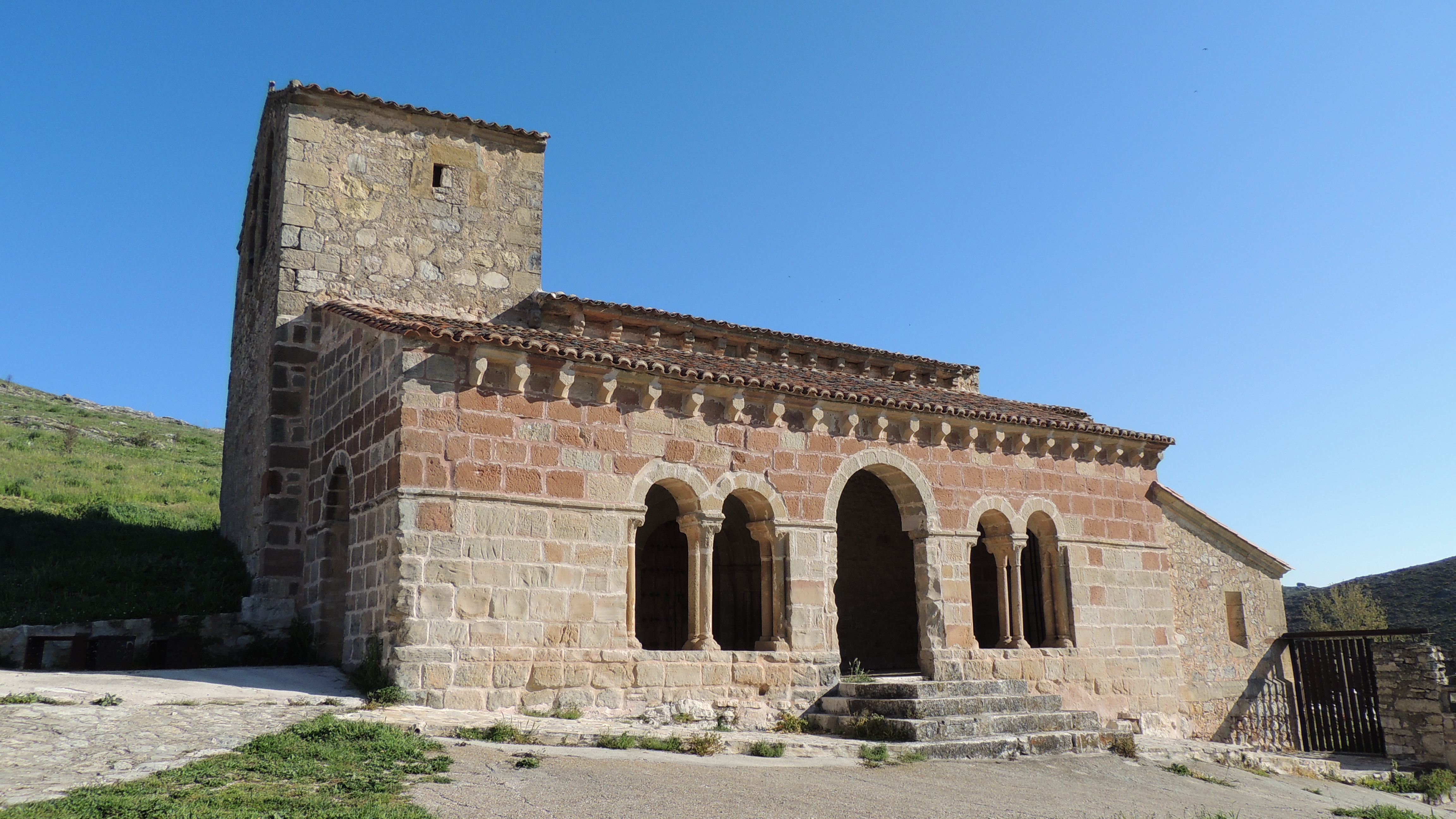
Iglesia de San Juan en Jodra del Pinar

- Iglesia de San Juan Degollado